# オオタスセリ
オオタ スセリ（1960年5月24日 - ）は、日本のお笑いタレントであり、シンガーソングライターである。本名、太田 寸世里（おおた すせり）。
東京都出身。かつて、太田プロダクション所属していた。
かつては、ペコちゃん、太田スセリという芸名で活動していた。

## 略歴
- 1981年、演劇集団 円附属の演劇研究所に入所するが、1983年に退所。1984年から5年間は、岡野ゆかりとのお笑いコンビ「コントペコちゃん」として、『オレたちひょうきん族』、『独占!女の60分』などに出演していた。
- コンビ解散後は現在までピン芸人として活躍。2006年に後述する楽曲「ストーカーと呼ばないで」が話題になり、一躍脚光を浴びる事となった。

## 『ストーカーと呼ばないで』
『ストーカーと呼ばないで』とは、オオタが2006年1月21日にビクターエンタテインメントから発売した楽曲。オオタ自らがアコースティック・ギター1本で弾き語りをする曲である。
- 元々楽曲自体はリリースの1年前からあった。彼女のとあるネタが一部のファンに「ストーカーの唄があるんだ」と誤解され、見返すために3日掛けて作った楽曲が客にウケてしまったそうである。
- その後、オオタが永六輔の番組に出演した際にこの曲を流したところ、番組や彼女のブログにはリスナーから多くの反響が寄せられ、自ら作ったCD-R1000枚があっという間に完売する事態になり、ビクターよりメジャー流通で発売する事となった。
- 曲は「通勤電車で見かけたサラリーマンに恋をした女性が、彼の後をつけて自宅の場所を知り、窓越しに生活を眺めていくうちに相手に来た手紙を盗み読み、声を聞きたいが故に無言電話を掛け続け、我慢できなくなって合鍵を作り、部屋に侵入するようになり、最後は警察官に囲まれる」という、エスカレートしていく思いと行動が綴られたものとなっている。この珍妙さは各放送局・番組で賛否両論となっており、CROSS FM『やぎラッチョー!』のように全面的に支持する局や番組がある一方で、「危険過ぎる」という理由で放送を見合わせている局も多い。
- 同曲は約1万枚を売り上げている（AERA2006年6月19日号による）。

## ディスコグラフィー
全てビクターエンタテインメントからリリース
- だっこちゃん音頭（レコード、1985年6月5日。ペコちゃん時代に発売、既に廃盤）
- ストーカーと呼ばないで（シングル、2006年1月21日）
- 聴いてはいけないオオタスセリの世界（アルバム、2006年6月21日）

このアルバムの中には「ストーカー…」の別バージョンである「ストーカーと呼ばないで音頭」も収録されている。

## 著書
- 「負け犬すぎて、怪獣女のホンネの話」(大和出版)
- エッセイ集「デカい女」（幻冬舎）

## 出演
現在はライブ活動がメインであり、本人の意向もあってかテレビ出演は殆どない（太田プロのプロフィールにある写真も最近まで過去のものであった）。尚、これらの番組は旧芸名で出演していたものも含む。

### テレビ
- ザ・テレビ演芸（テレビ朝日、コントぺこちゃんとして、第33代チャンピオン）
- 徹子の部屋（テレビ朝日）
- 独占！女の60分（テレビ朝日）
- オレたちひょうきん族（フジテレビ）
- ひょうきん予備校（フジテレビ）
- 天才てれびくん
- ひとこと言わせて!!（朝日ニュースター）
- 痛快!おんな組（朝日ニュースター）
- 笑謝和 (NHK)
- 一枚の写真（フジテレビ）

### テレビドラマ
- ウルトラマンダイナ　丸七花火株式会社のOL役（第48話）
- ハンサムマン
- 土曜ワイド劇場 （テレビ朝日）
  - 終着駅シリーズ 窓
  - 温泉若おかみの殺人推理
- はぐれ刑事純情派 第13シリーズ #8 「安浦刑事が漫才師に!?泣き笑いの女!」 - 川口チカ 役

### 舞台
- スセリ・台本劇場
- 役者の落語会『ごらく亭』

## 関連人物
- 永六輔
- 黒柳徹子
- 立川談志
- 山藤章二
- 太田光
- 清水ミチコ
- 田中真弓